# Зігфрід Грабнер
Зігфрід Джозеф Грабнер (нім. Siegfried Josef «Sigi» Grabner; нар. 4 лютого 1975) — австрійський сноубордист, олімпійський медаліст.

## Виступи на Олімпіадах
| Олімпіада           | Дисципліна                     | Місце  |
| ------------------- | ------------------------------ | ------ |
| Нагано 1998         | гігантський слалом             | участь |
| Солт-Лейк-Сіті 2002 | паралельний гігантський слалом | 7      |
| Турин 2006          | паралельний гігантський слалом | 3      |
| Ванкувер 2010       | паралельний гігантський слалом | участь |